# محمدحسین برازجانی

آیت‌الله شیخ محمدحسین برازجانی (مجاهد)

شیخ محمدحسین برازجانی معروف به مجاهد، (زاده: ۱۲۴۹ – درگذشت: ۱۳۱۹) فرزند نجفعلی متولد برازجان از روحانیون مبارز جنوب در جنگ جهانی اول بود.
اجداد وی از روحانیون شیعه مهاجر از بحرین می‌باشند. وی در نجف تحصیل کرد. با تصرف بوشهر در جنگ جهانی اول به سال ۱۳۳۳ قمری مردم جنوب به رهبری رئیسعلی دلواری به نبرد با نیروهای انگلیس پرداختند. در همین زمان، آیت الله محمدتقی شیرازی در نجف برضد متفقین اعلام جهاد کرد و برازجانی بر همین اساس، به یاری رئیسعلی دلواری شتافت. دامنهٔ این قیام تا شیراز گسترش یافت و برازجان مرکز تجمع آزادیخواهان شد. وی با علی کازرونی، غضنفرالسلطنه برازجانی (ضابط برازجان)، اخگر (دکتر ژاندارمری) برای کمک به نبرد جنوب، در برازجان شورایی تشکیل دادند که در آن پس از خواندن نامه‌های مجاهدان و مخالفان، رهنمودهای لازم را می‌دادند و از خان‌های منطقه می‌خواستند تا رئیسعلی را در جنگ یاری دهند. نخستین کسی که به درخواست آنها پاسخ مثبت داد، شیخ حسین خان چاهکوتاهی بود. کاکس، وابستهٔ نظامی انگلیس در بوشهر، طی نامه‌ای از او بازخواست کرد، اما شیخ با استناد به فتوای علمای نجف، به کاکس پاسخ داد و رئیسعلی نیز در تأیید آن، نامه‌ای مفصل و ستایش‌آمیز برایش فرستاد. در اثنای جنگ جنوب، رئیس علی دلواری کشته شد.
مبارزهٔ جنوب همچنان ادامه یافت تا آنکه انگلیسی‌ها در (۱۳۳۵. ق - ۱۹۱۷. م) بر برازجان مسلط شدند. وی پس از پیروزی متفقین مدتی متواری بود. پس از پایان جنگ، به زادگاه خود بازگشت.
شیخ محمدحسین در اواخر عمر در تهران زیست و در این شهر درگذشت و در امامزاده عبدالله به خاک سپرده شد.